# サン・マーク郡

サン・マーク郡
Sen Mak

サン・マーク郡（サン・マークぐん、ハイチ語: Sen Mak）またはサン・マルク郡（フランス語: Saint Marc）は、ハイチ中部、アルティボニット県南部アルティボニット川南岸の郡。北東にデサリーヌ郡、南東に中央県ミバレ郡、南に西県ラカイエ郡と接し、西はラゴナーヴ湾に臨み、南西にラゴナーヴ島が浮かぶ。
南東にラシャペル、中部にヴェレット、北西にサン・マーク（サン・マルク）の3つのコミーンが置かれている。郵便番号は43から始まる。

## 脚註
1. 1 2  “Haiti: administrative units, extended”.   GeoHive.com. 2016年10月5日時点のオリジナルよりアーカイブ。2021年8月9日閲覧。
2. ↑  “POPULATION TOTALE, POPULATION DE 18 ANS ET PLUS MÉNAGES ET DENSITÉS ESTIMÉS EN 2015” (pdf).   l’Institut Haïtien de Statistique et d’Informatique (IHSI). pp. 16 - 17 (2015年3月). 2021年8月9日閲覧。